# 馬爾戈別克區

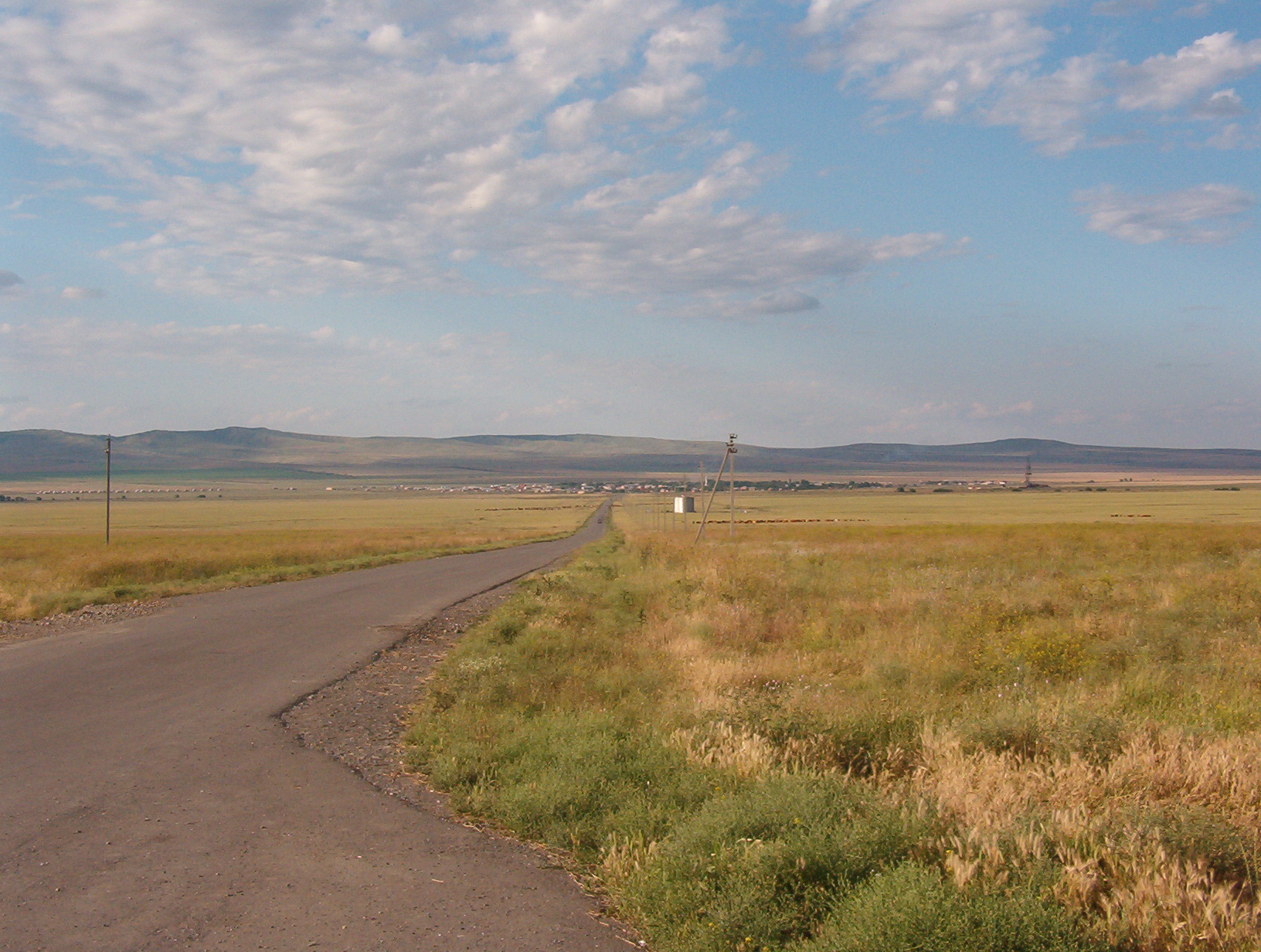

43°31′N 44°35′E / 43.517°N 44.583°E
馬爾戈別克區（俄语：Малгобекский район），是俄羅斯的一個區，位於該國西南部，由印古什共和國負責管轄，面積670平方公里，2010年人口47,754，人口密度每平方公里71.27人。